# Vladimir Vassiliov (chorégraphe)
Vladimir Youditch Vassiliev ou Vassiliov (Влади́мир Юдич Василёв) (né Starochklovski, le 8 février 1931 à Moscou (URSS) et mort le 24 août 2017 à Moscou (fédération de Russie), est un maître de ballet soviétique et russe, directeur du théâtre de ballet classique Kassatkina et Vassiliev de Moscou, avec sa femme, Natalia Kassatkina. Il est nommé artiste du peuple de la fédération de Russie en 1995.

## Biographie
Il naît à Moscou dans la famille d'un médecin d'origine juive Youda Moïsseïevitch Starochklovski et de son épouse russe née Evguenia Constantinovna Vassiliova qui dirige un service de physiothérapie. La sœur de son père, Rosa Starochklovskaïa, est professeur de médecine et écrit pour les enfants (De la vie de Raïssa, 1972), ainsi que des ouvrages sur la chirurgie vasculaire. Elle est dozent de la chaire de chirurgie générale du premier institut de médecine de Moscou, aujourd'hui  université de médecine Pirogov.
La famille est évacuée au début de la guerre et retourne à Moscou en 1943 lorsque Vladimir entre à l'ensemble Moïsseïev et à l'académie de chorégraphie de Moscou où il poursuit ses études.
En 1949, il entre dans la troupe du théâtre Bolchoï dans la classe d'Assaf Messerer. Il entre aussi à l'injonction de ses parents au GITIS dont il est diplômé en 1953. Il termine aussi les cours de composition auprès de Nikolaï Karetnikov à l'union des compositeurs.
Petit à petit, il crée des chorégraphies pour des morceaux de solistes du Bolchoï, puis des ballets entiers. Il s'unit en 1954 à la ballerine Natalia Kassatkina (élève de Marina Semionova) et c'est ensemble qu'ils montent Vanina Vanini sur une musique de Karetnikov (1962). D'autres ballets suivent comme Poème héroïque (musique de Karetnikov, 1964), Le Sacre du printemps (Stravinsky, 1965), Tristan et Iseult Wagner, 1967), Préludes et Fugues (Bach, 1968), Notre cour (Khrennikov, 1970), etc.
Le théâtre de ballet classique est fondé en 1966 sous la direction d'Igor Moïsseïev; il est dirigé dix ans plus tard par Vladimir Vassiliov et Natalia Kassatkina (dont il prend les noms à partir de 1992).
Il meurt dans la nuit du 24 août 2017. Il est enterré au cimetière de Zelenkovo dans la banlieue de Moscou.